# Erik Meijer (informaticus)
Erik Meijer (Curacao, 18 april 1963) is een Nederlandse informaticus, softwareontwikkelaar en programmeertaalontwerper. Hij is vooral bekend om zijn bijdragen aan het functioneel programmeren en zijn werk bij Microsoft, waar hij een sleutelrol speelde in de ontwikkeling van Language Integrated Query (LINQ) voor het .NET Framework. Meijer heeft een aanzienlijke invloed gehad op de ontwikkeling van programmeertalen en frameworks, en staat bekend als een voorvechter van functioneel programmeren in zowel de academische als commerciële softwareontwikkeling.

## Levensloop
Meijer behaalde zijn doctoraat in de wiskunde en informatica aan de Universiteit Utrecht. In 1992 promoveerde hij aan de Universiteit Nijmegen. 
Na zijn promotie begon Meijer zijn carrière als onderzoeker in de informatica. Hij werkte aan verschillende academische projecten en publiceerde diverse papers over programmeertalen en functioneel programmeren. Daarna werd hij Associate professor aan de Universiteit Utrecht.

## Werk bij Microsoft
In de jaren 2000 trad Meijer toe tot Microsoft. Bij Microsoft was hij een softwarearchitect, en gaf leiding aan het Cloud Programmability Team. Hij speelde een belangrijke rol in de ontwikkeling van LINQ. LINQ is een uitbreiding van het .NET Framework die het mogelijk maakt om query's direct in programmeertalen zoals C# te integreren. Zijn werk bij Microsoft heeft een blijvende impact gehad op hoe programmeurs met data omgaan in applicaties.
Naast zijn werk aan LINQ, heeft Meijer bijgedragen aan de ontwikkeling en popularisatie van andere programmeertalen, waaronder Haskell. Hij was ook een van de drijvende krachten achter Reactive Extensions (Rx), een framework dat wordt gebruikt voor asynchrone en event-based programma’s.
LINQ was een baanbrekende ontwikkeling in de wereld van .NET-programmering, en Meijer wordt algemeen erkend als een van de belangrijkste architecten ervan. LINQ biedt een uniforme manier om met verschillende soorten data (zoals objecten, databases en XML) te werken binnen de programmeertaal C#.
Meijer was een pionier op het gebied van reactief programmeren. Zijn werk aan het Reactive Extensions (Rx) framework heeft het voor ontwikkelaars mogelijk gemaakt om asynchrone gegevensstromen op een declaratieve manier te verwerken, wat een nieuwe standaard heeft gezet voor de ontwikkeling van responsieve en robuuste applicaties.
Meijer is een vooraanstaand voorstander van functioneel programmeren, een programmeerparadigma dat de nadruk legt op immutability, first-class functies en declaratieve stijl. Hij heeft deze concepten actief gepromoot binnen de software-industrie, met name tijdens zijn tijd bij Microsoft.
In 2011 werd Meijer aangesteld als part-time Professor of Cloud Programming bij de Software Engineering Research Group op de Technische Universiteit Delft. Hij is ook lid van de ACM Queue Editorial Board. Sinds 2013 is hij Honorary Professor of Programming Language Design aan de School of Computer Science van de University of Nottingham, verbonden aan het Functional Programming Laboratory. 
Na 2013 verliet Meijer Microsoft en heeft hij verschillende andere posities bekleed, waaronder bij bedrijven zoals Facebook. Ook startte hij een bedrijf, Applied Duality Incorporated. Hij bleef actief als spreker, auteur en onderzoeker, en is betrokken bij tal van academische en professionele initiatieven op het gebied van softwareontwikkeling.
Meijer heeft verschillende onderscheidingen ontvangen voor zijn bijdragen aan de informatica, waaronder erkenningen voor zijn werk aan LINQ en Rx. in 2007 ontving hij de Microsoft Outstanding Technical Achievement Award als lid van het C# team. In 2009 ontving hij de Microsoft Outstanding Technical Leadership Award. 
Hij is een veelgevraagde spreker op conferenties en heeft talloze lezingen gegeven over programmeertalen en softwareontwerp.

## Publicaties
Meijer heeft een cursus op edX genaamd "Introduction to Functional Programming".
- Programming with Monads (artikel, 1995)
- From Monads to Asynchronous Programming (artikel, 2010)
- Real World Functional Programming (boek, co-auteur, 2009)

## Presentaties
- The world according to LINQ (Strange Loop, 2009)
- Duality and the end of Reactive (QCon, 2011)